# 메르세데스-벤츠 버스
메르세데스-벤츠 버스(영어: Mercedes-Benz Buses)는 독일의 자동차 메이커이다.
본래 메르세데스-벤츠에서 버스를 생산했으나 1995년에 버스 사업 부문과 분리와 동시에 설립이 되었다. 주로 버스를 제작하는 업체로 버스뿐만 아니라 샤시까지 제작하기도 한다. 이보버스의 모기업으로 메르세데스-벤츠 그룹 AG가 최대 주주에 해당된다.

## 생산 차종

### 소형버스
- 스프린터
- 바리오
- 메디오
- LO 시리즈 (소형 및 마이크로버스 클레스)

### 대형버스
- O317 1958년부터 1977년까지
- O321H
- O322
- O326
- O302 1965년부터 1974년까지 (대한민국 현대자동차에서는 1972년 11월부터 1976년 11월까지 면허 생산)
- O303 1974년부터 1992년까지 (대한민국 현대자동차에서는 1976년 11월부터 1979년 6월까지 면허 생산)
- O305 & O305G
- O307
- O309
- O340
- O352
- O355
- O362
- O364
- O365
- O370R, O370RS, O370RSD
- O371U, O371UP, O371UL, O371R, O371RS, O371RSL, O371RSE 및 O371RSD
- O400UP, O400UPA, O400R, O400RS, O400RSL, O400RSE 및 O400RSD
- O404
- O405, O405G, O405N, O405GN, O405N2, O405GN2 및 O405NH
- O407
- O408
- 코넥토 (O345)
- 투어스미오 (O350)
- 투어니오 (O510)
- 시토 (O520)
- 시타로 (O530 시리즈)
- 인테그로 (O550)
- 인투어 (O560)
- 트라베고 (O580)
- OC500RF 1836/1842/2542 상층부 바닥 버스 샤시
- OC500LE 1825h/1828h/1830h/1825hG 저상버스 샤시
- OC500LF/OC500LF (A) 저상버스 샤시
- O500 M (1725/1726/1728/1732), O500 R (1830/1833), O500 RS (1833/1836), O500 RSD (2036/2236/2242) and O500 MA (2836)
- O500 U (1725/1726 저상버스 샤시) and O500 UA (2836 굴절버스 샤시)
- OF 시리즈 프론트 엔진 버스
- OH 시리즈 리얼 엔진 버스
- CBC 1725/1726
- IBC 1632/1636/2036/2236/2242

## 사진

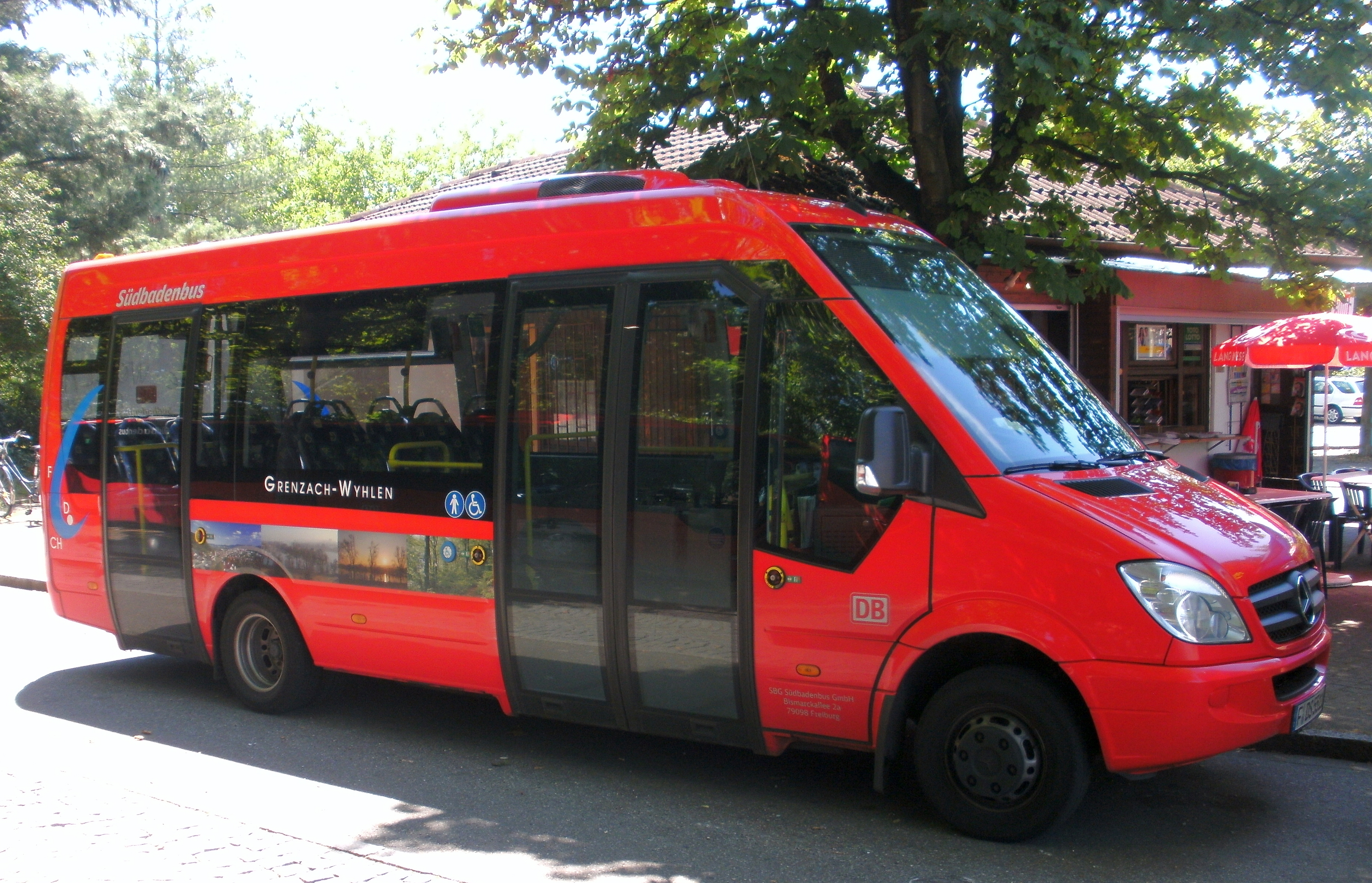
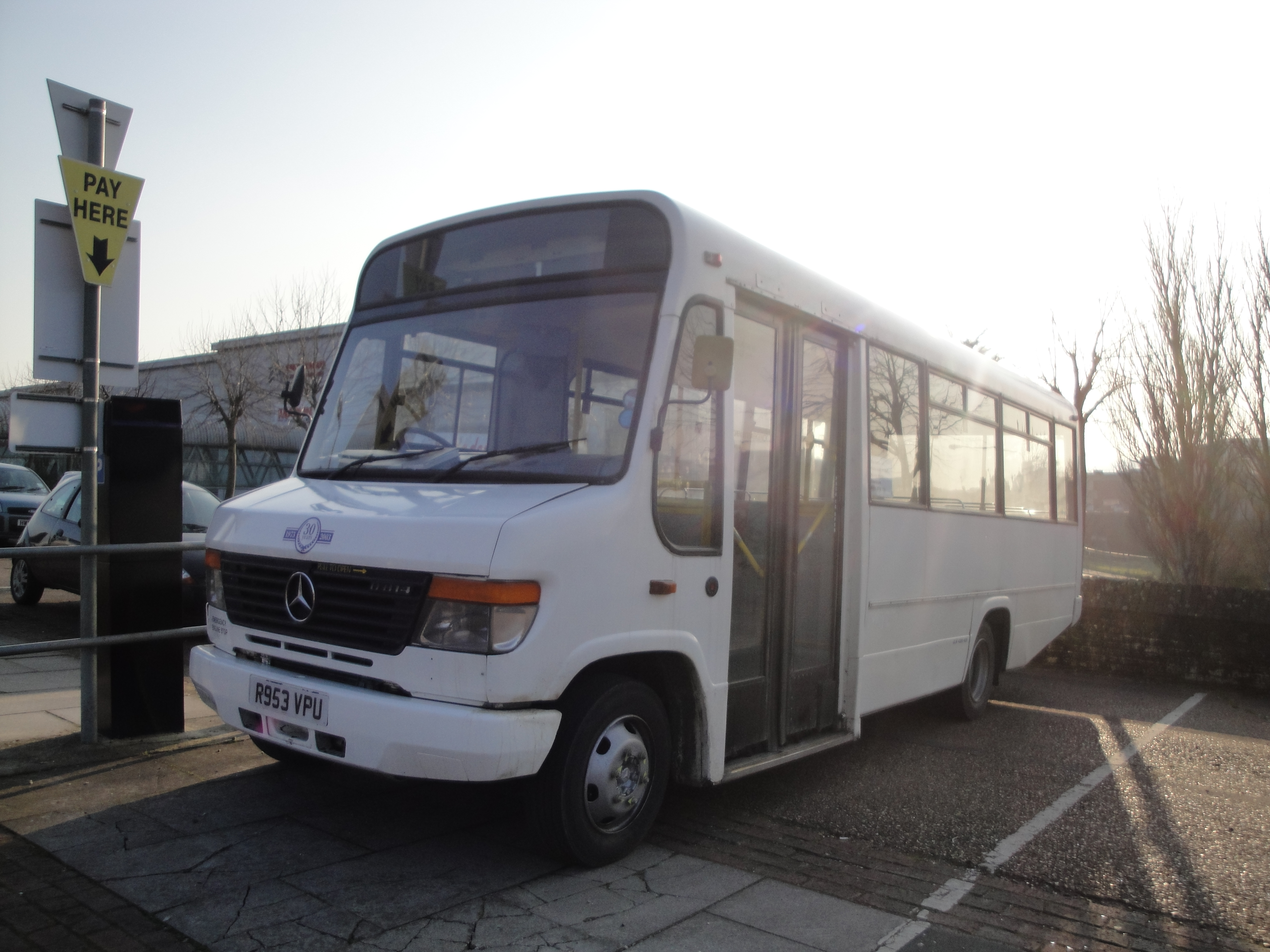
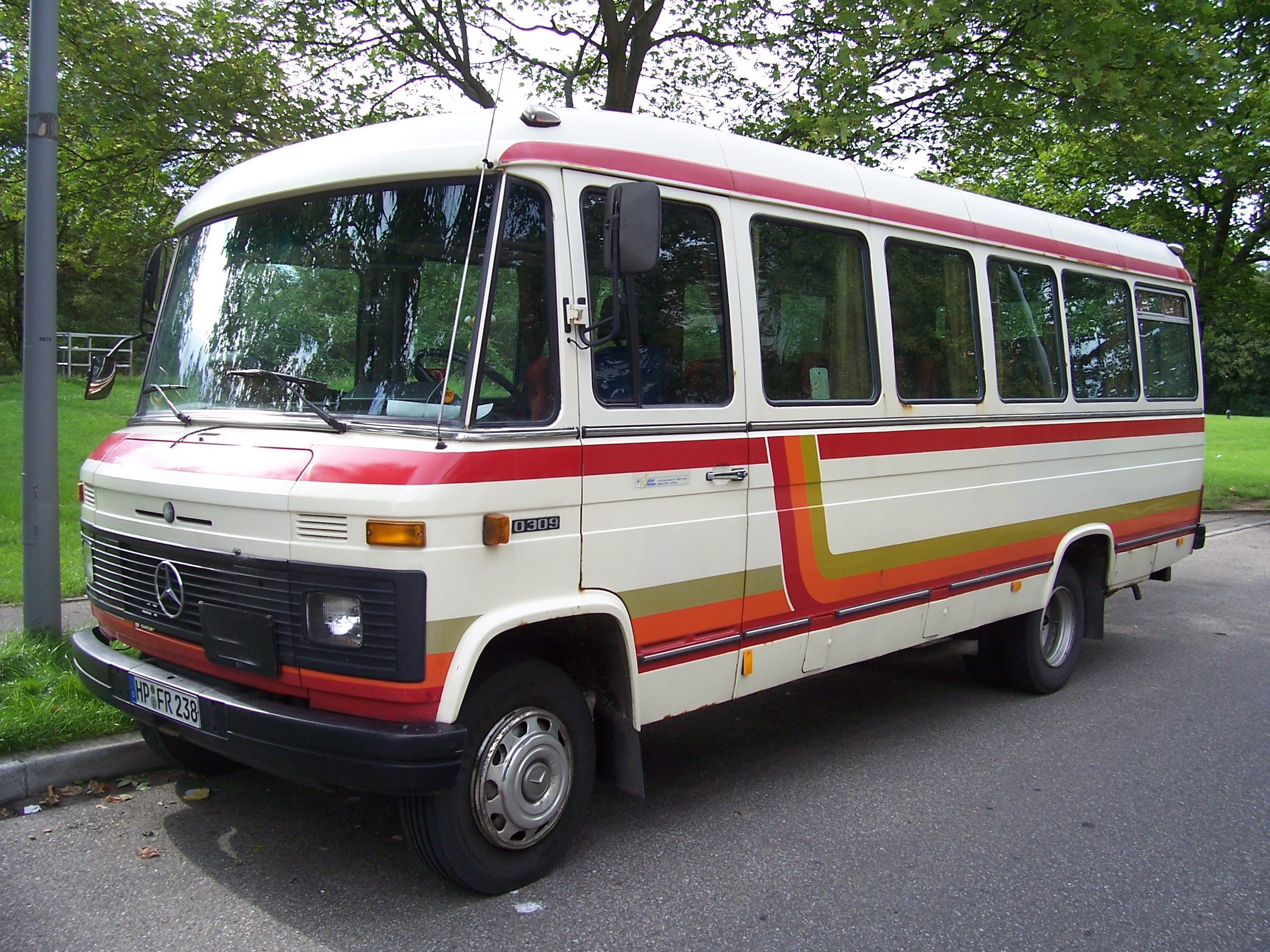
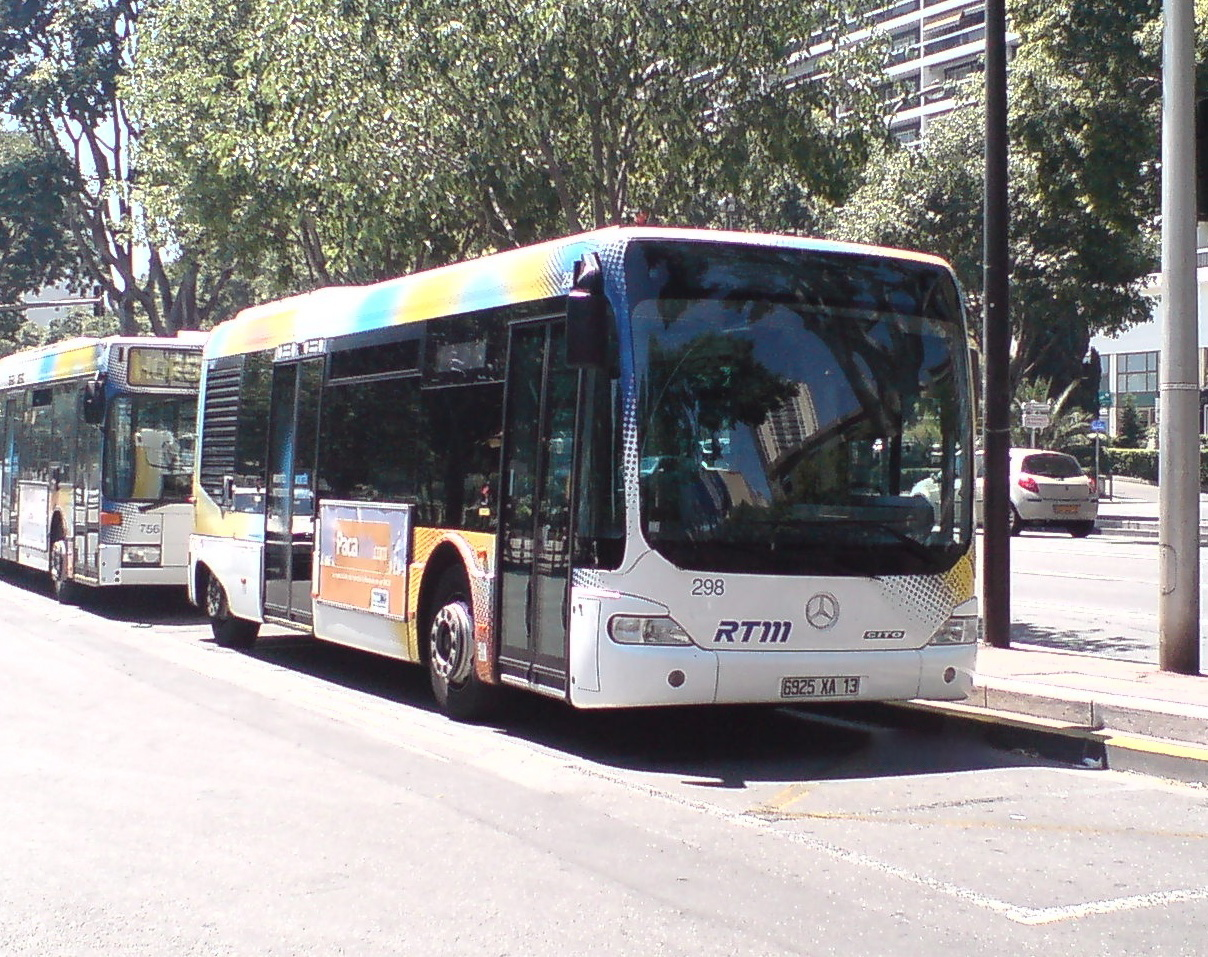
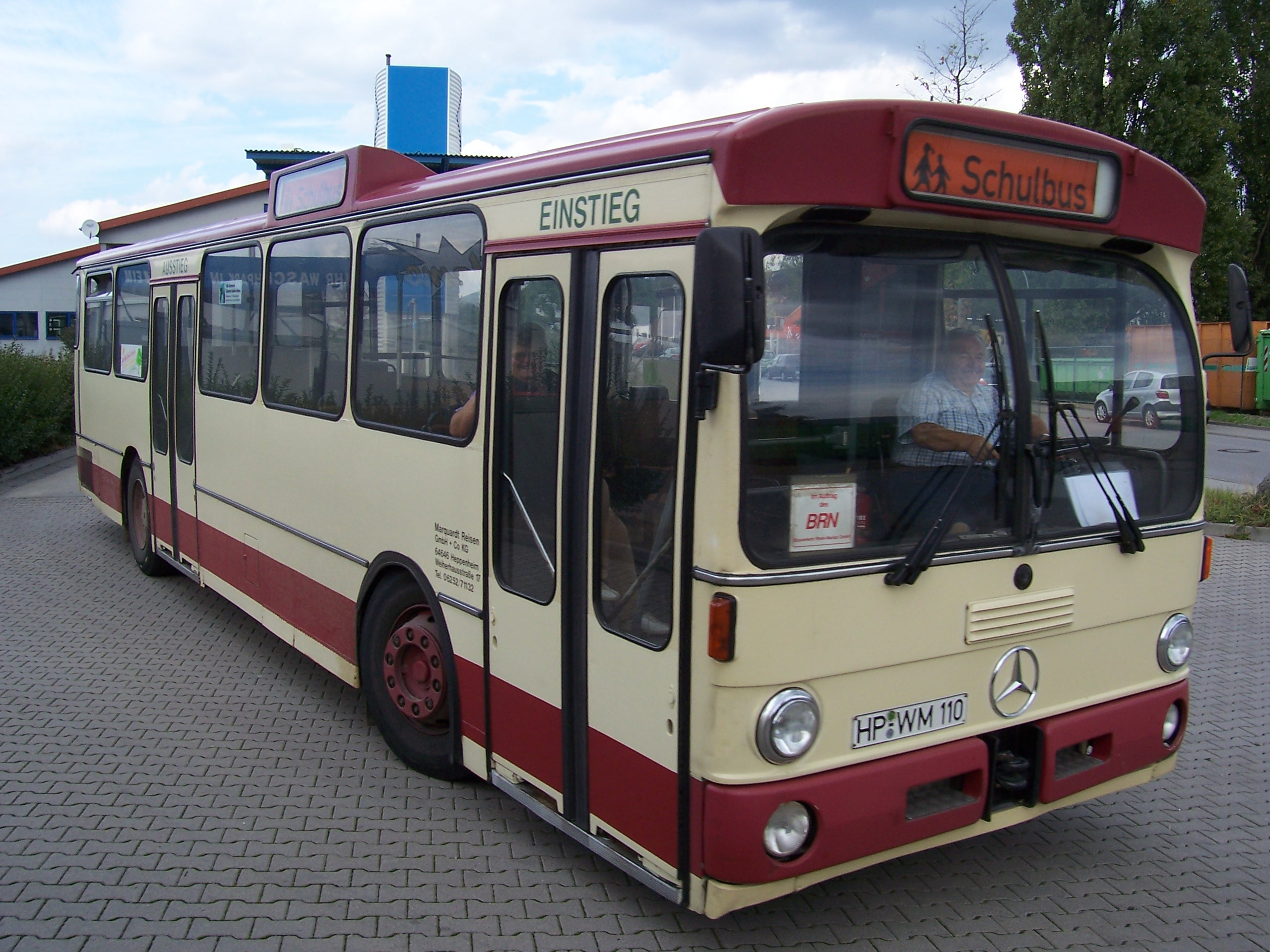
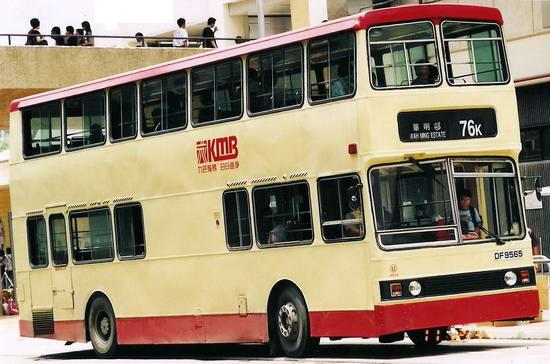
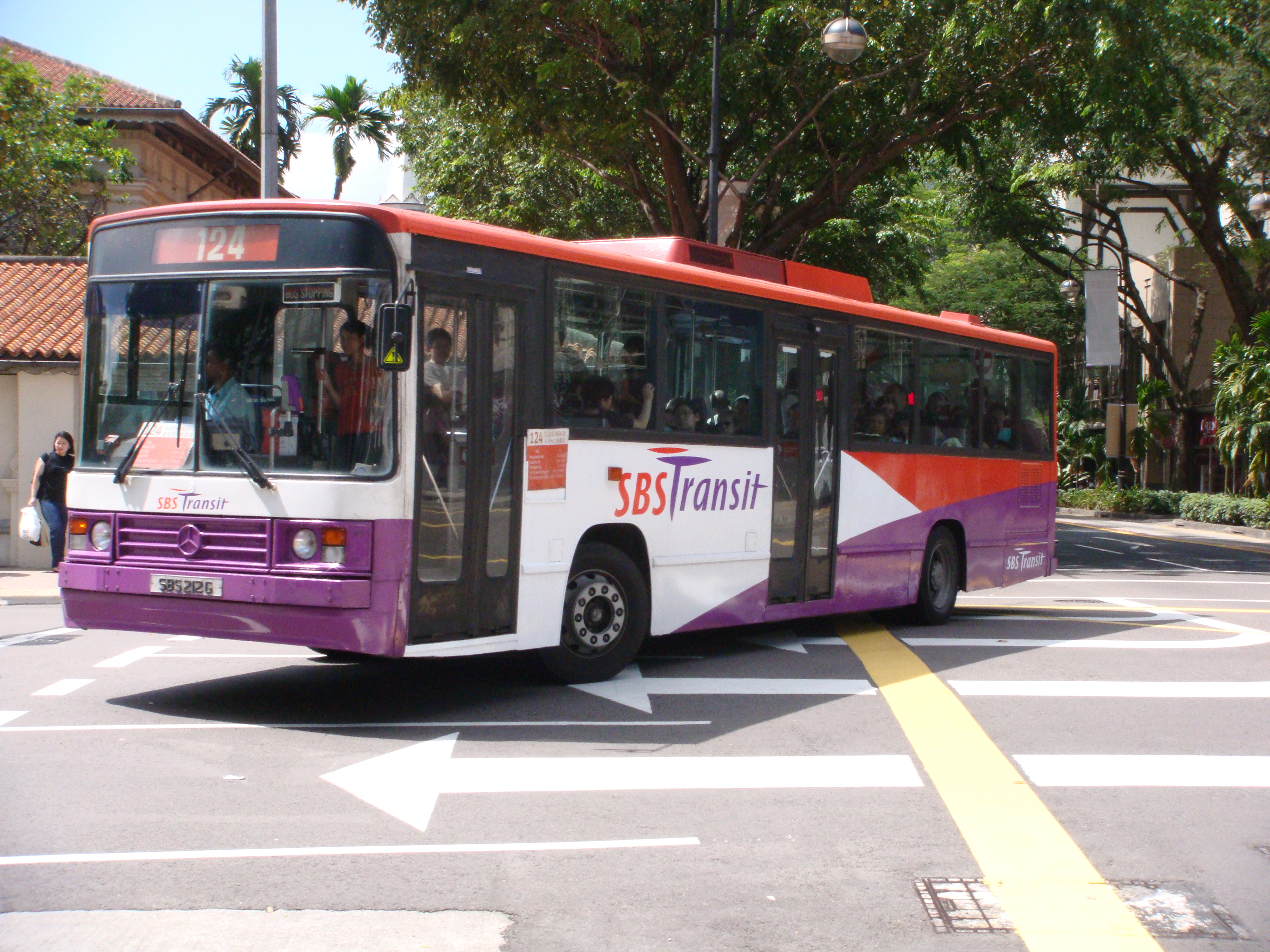
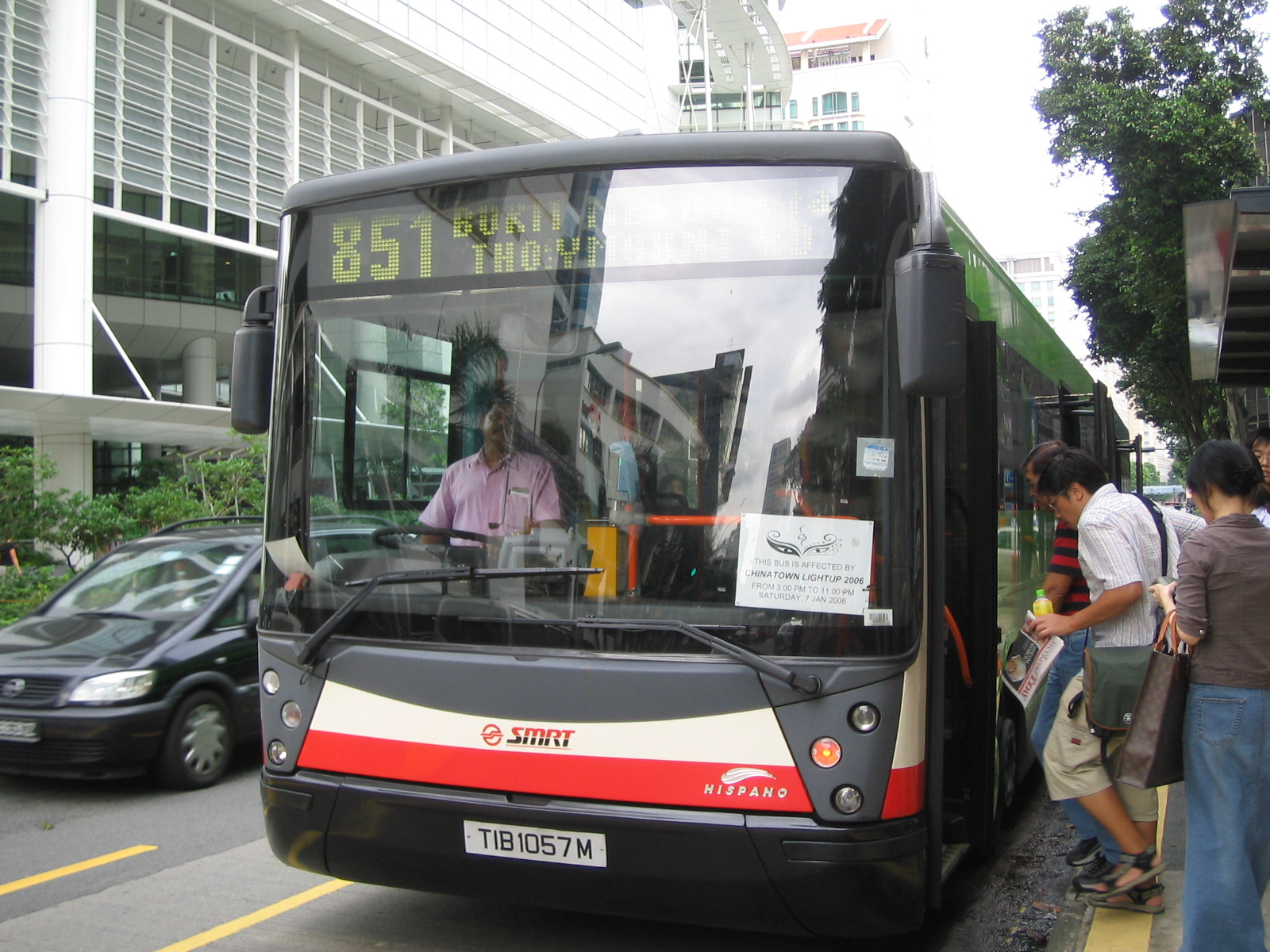
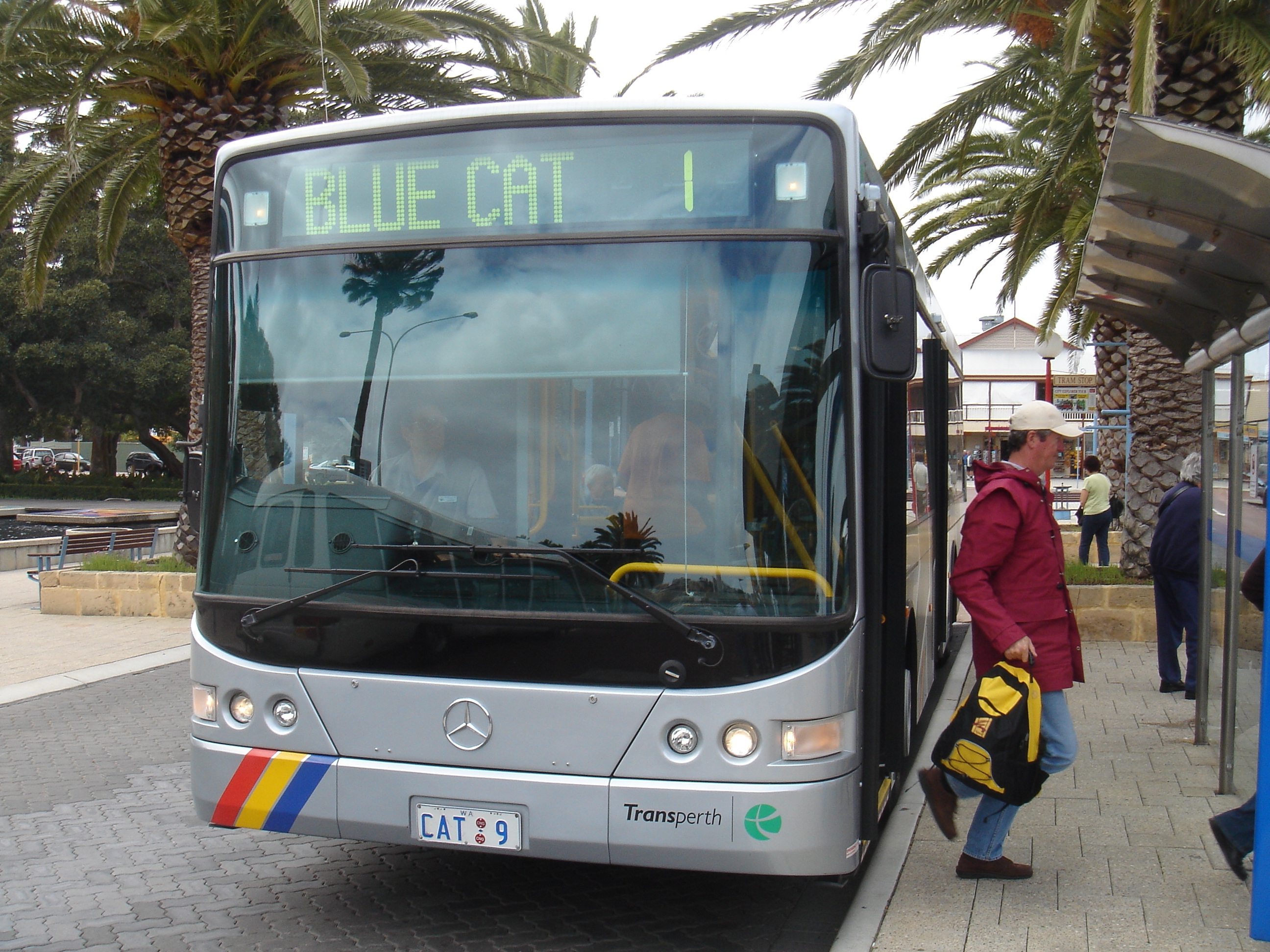
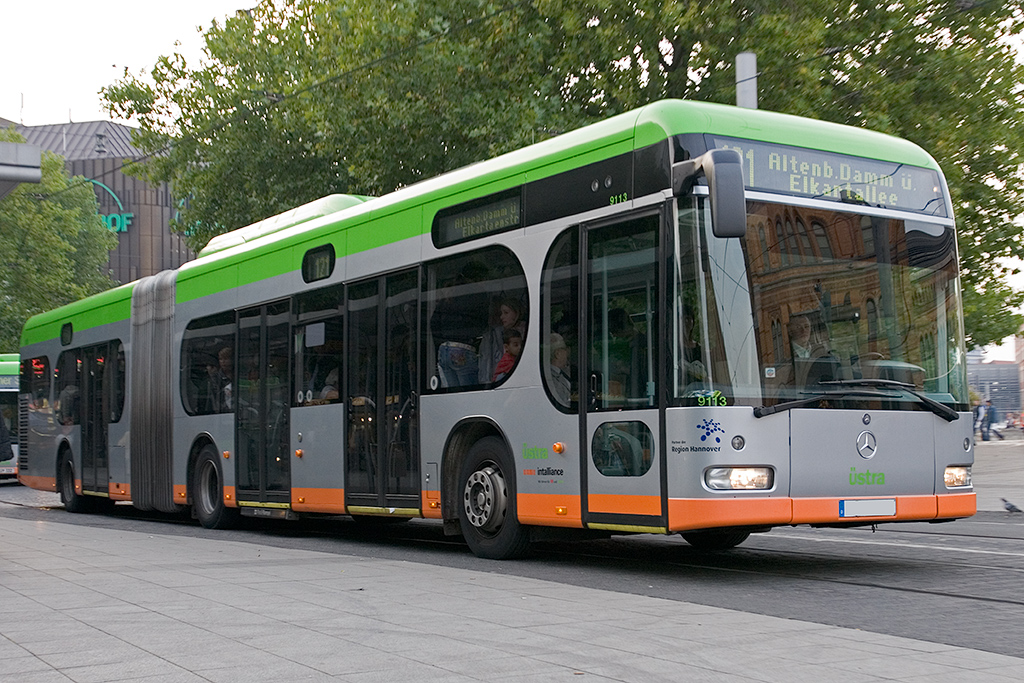
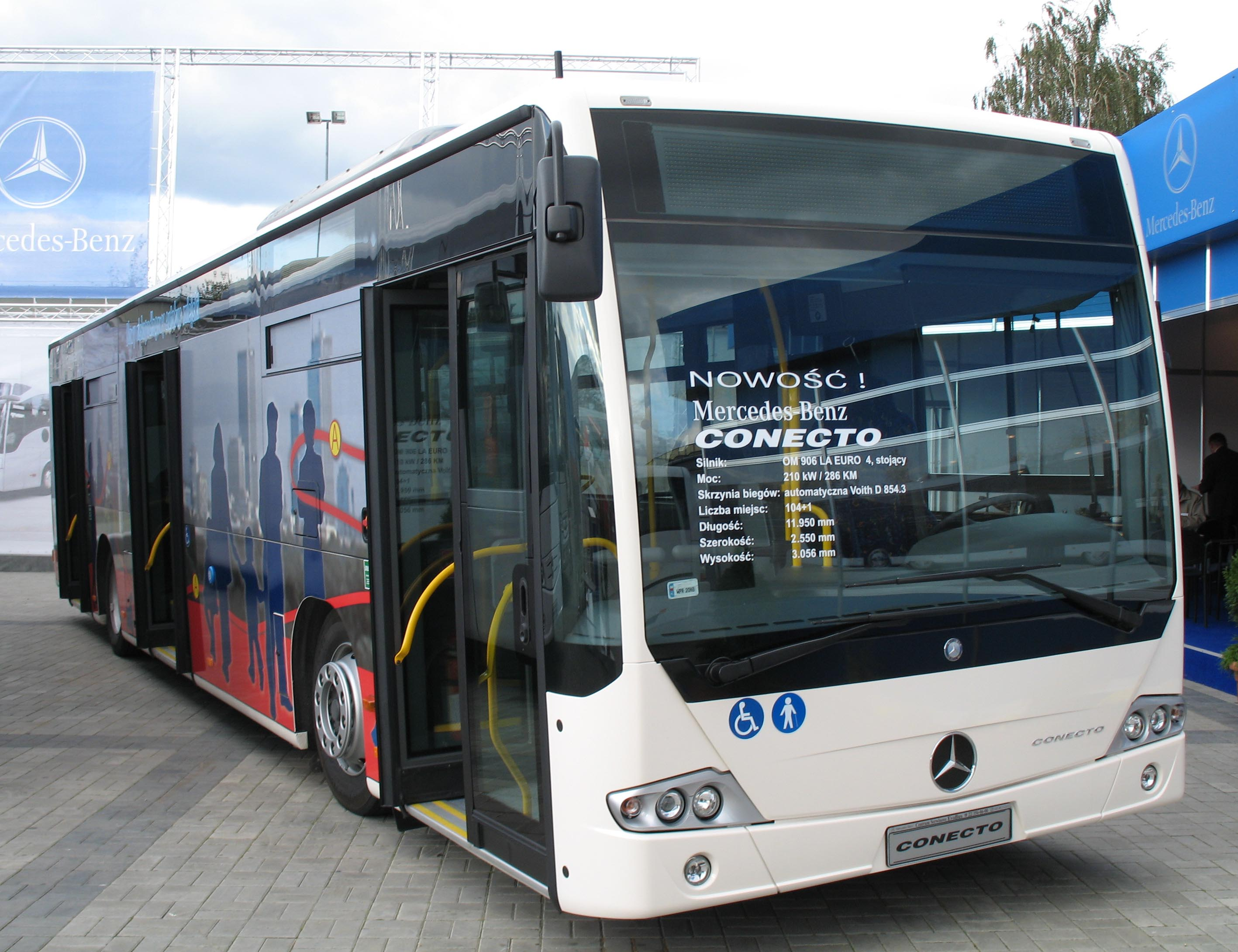
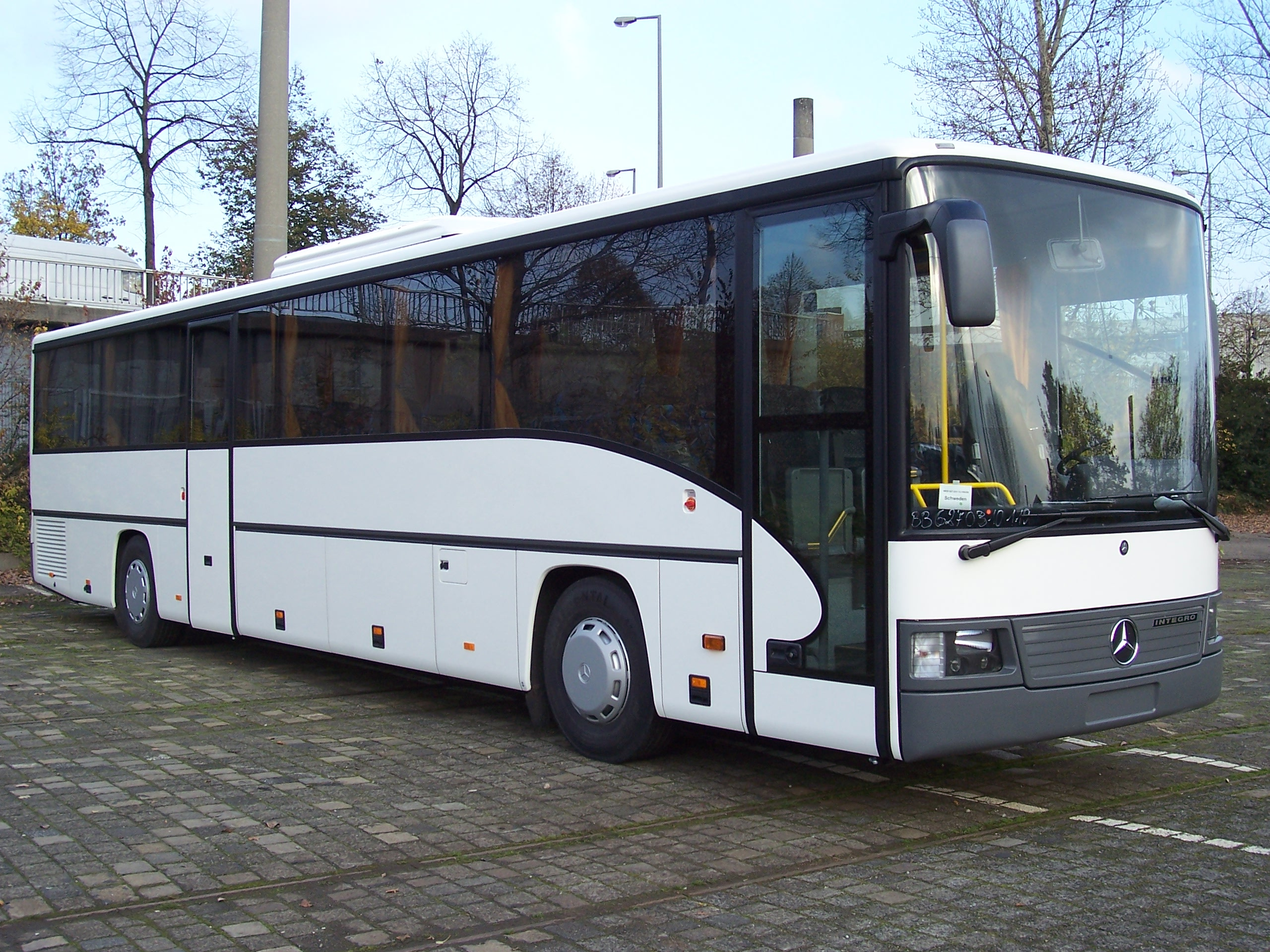
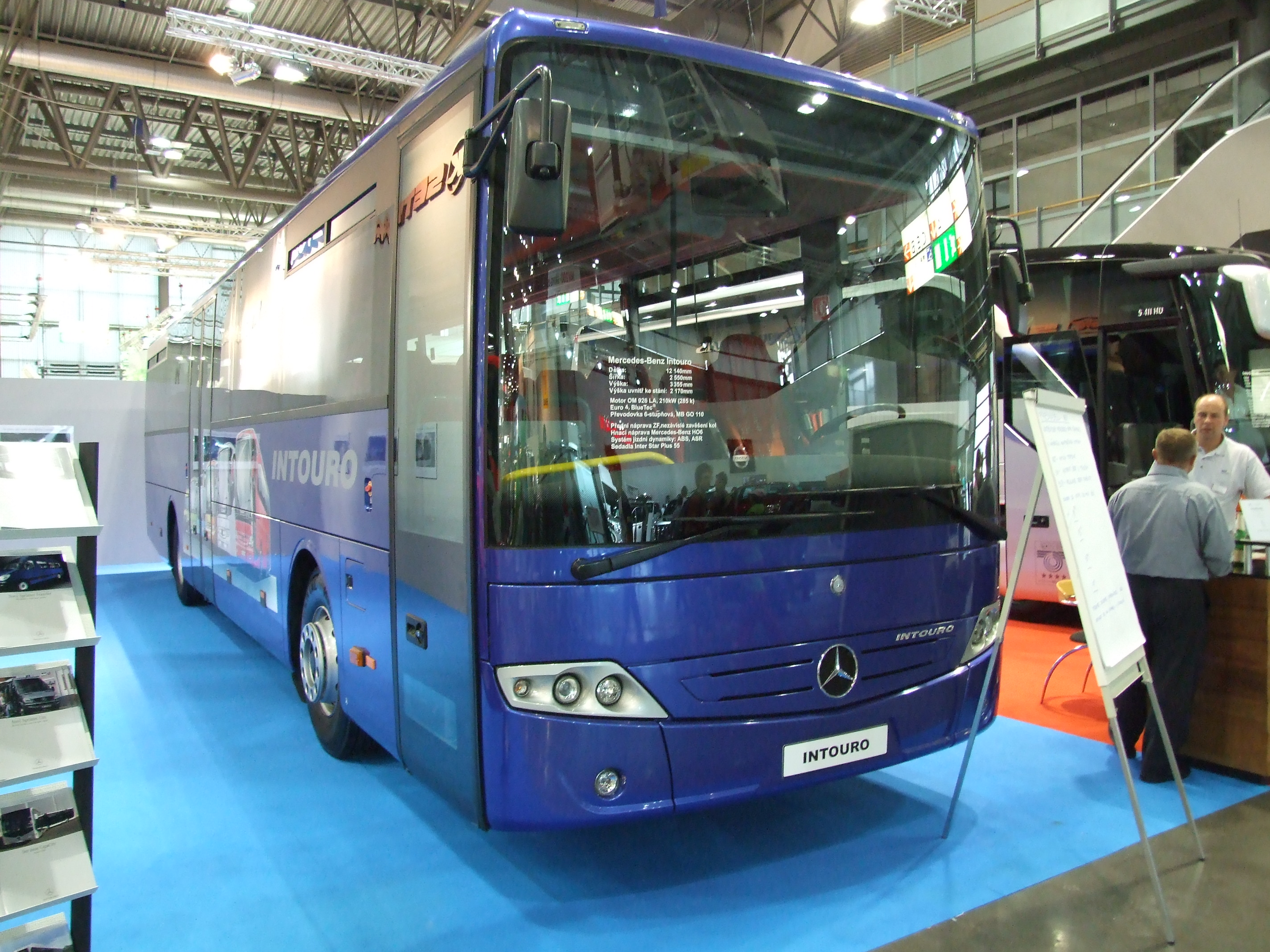
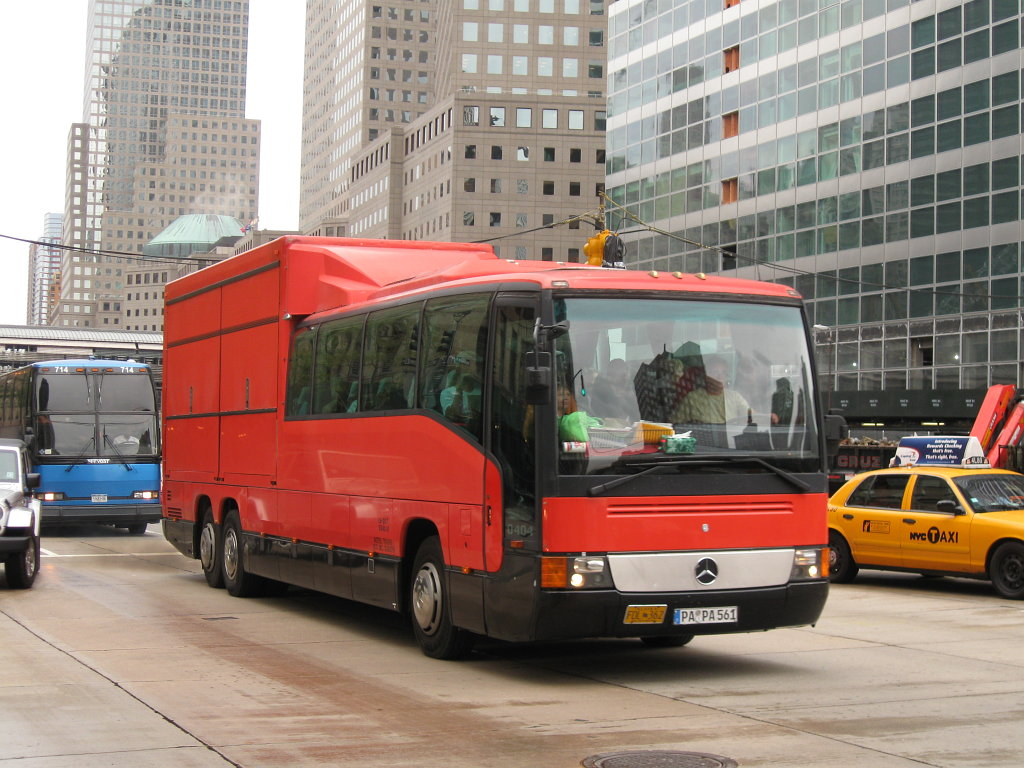
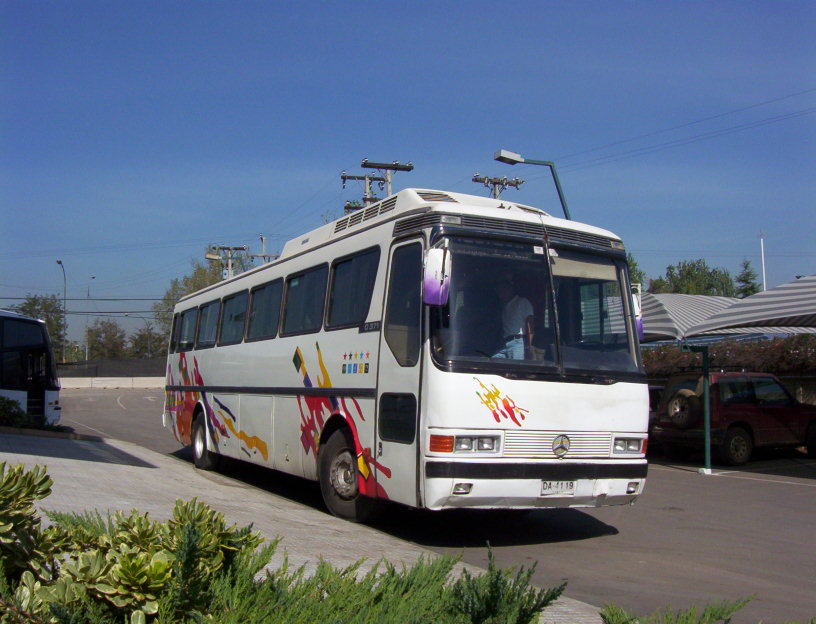
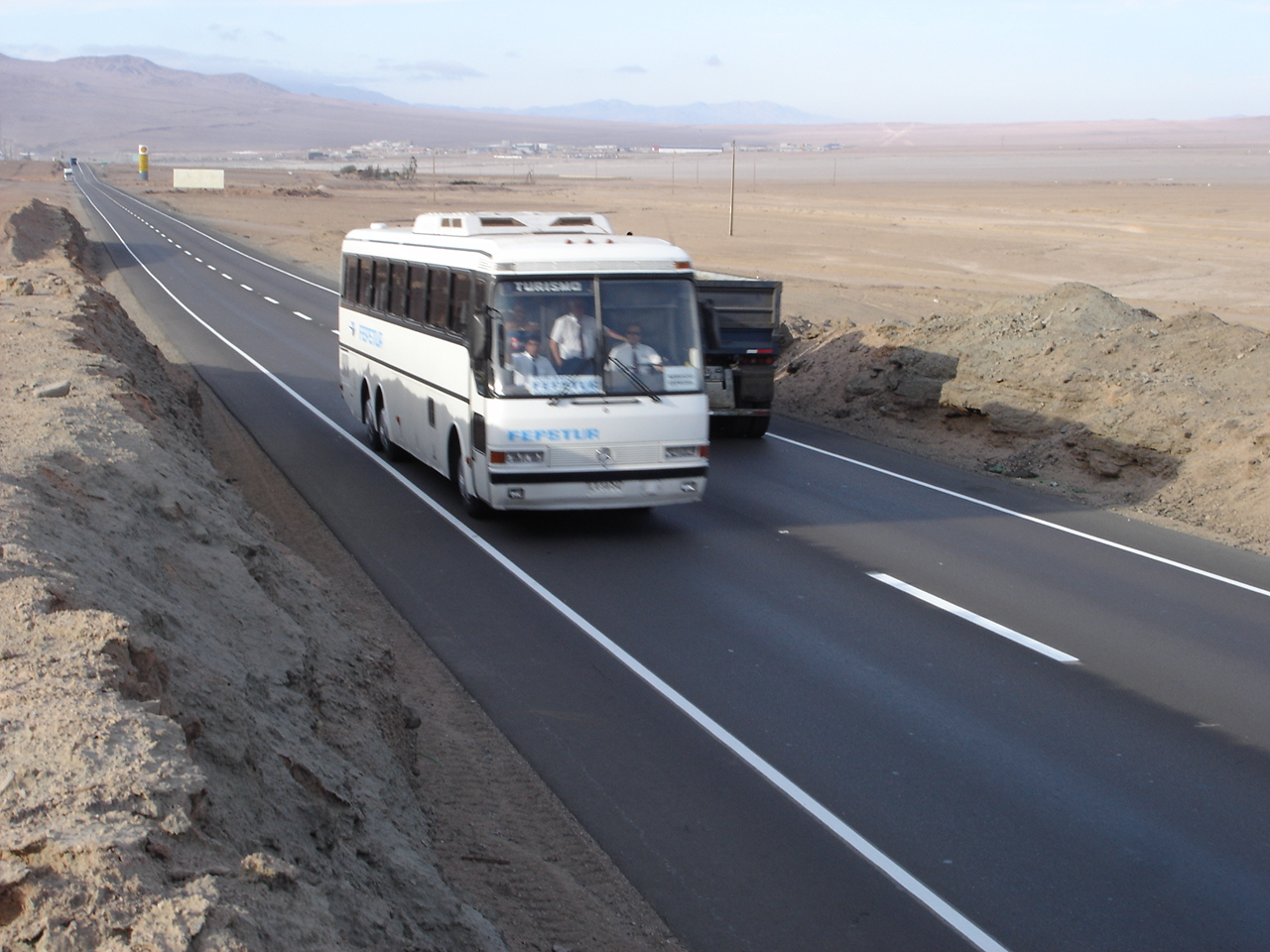
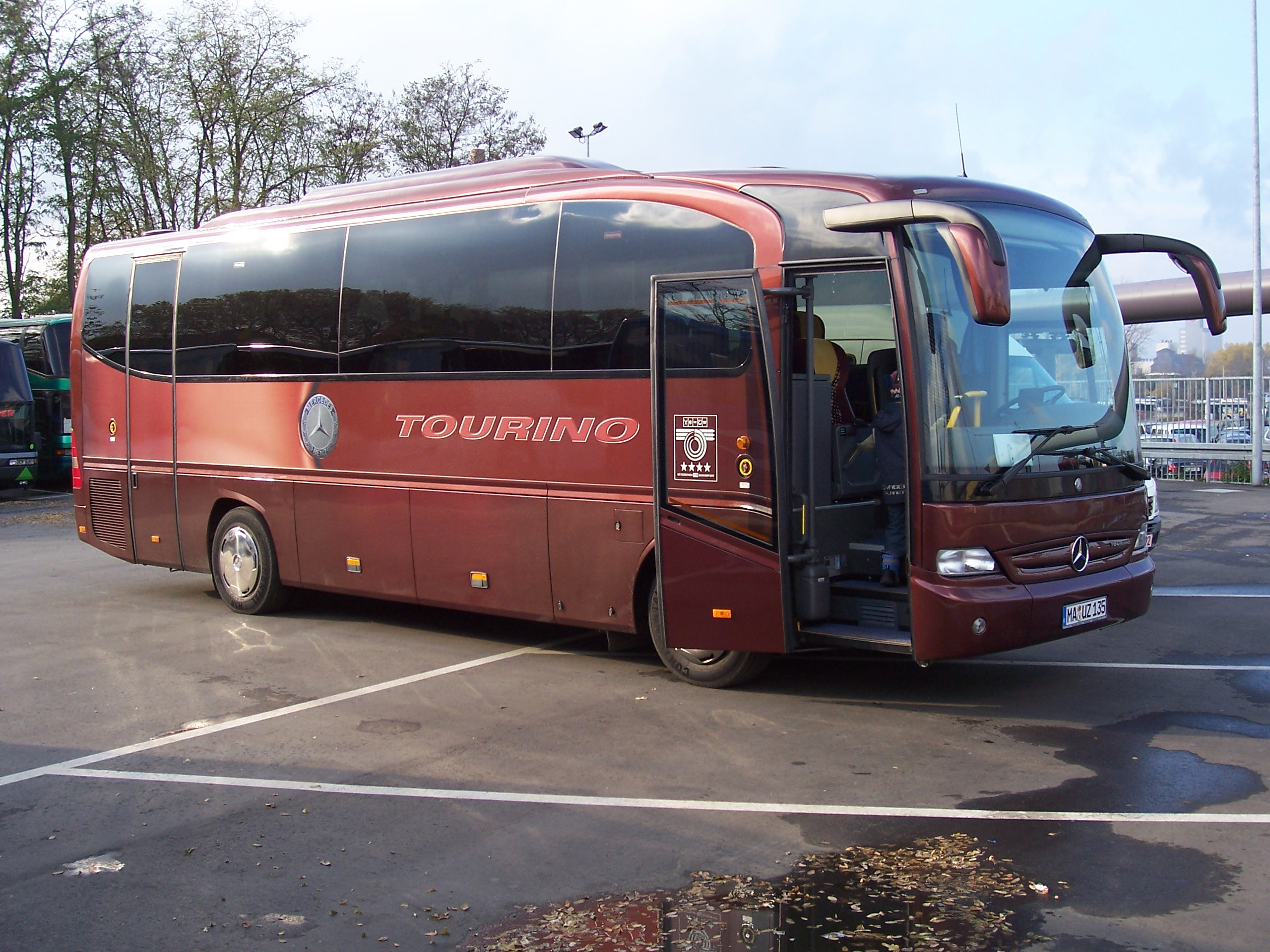
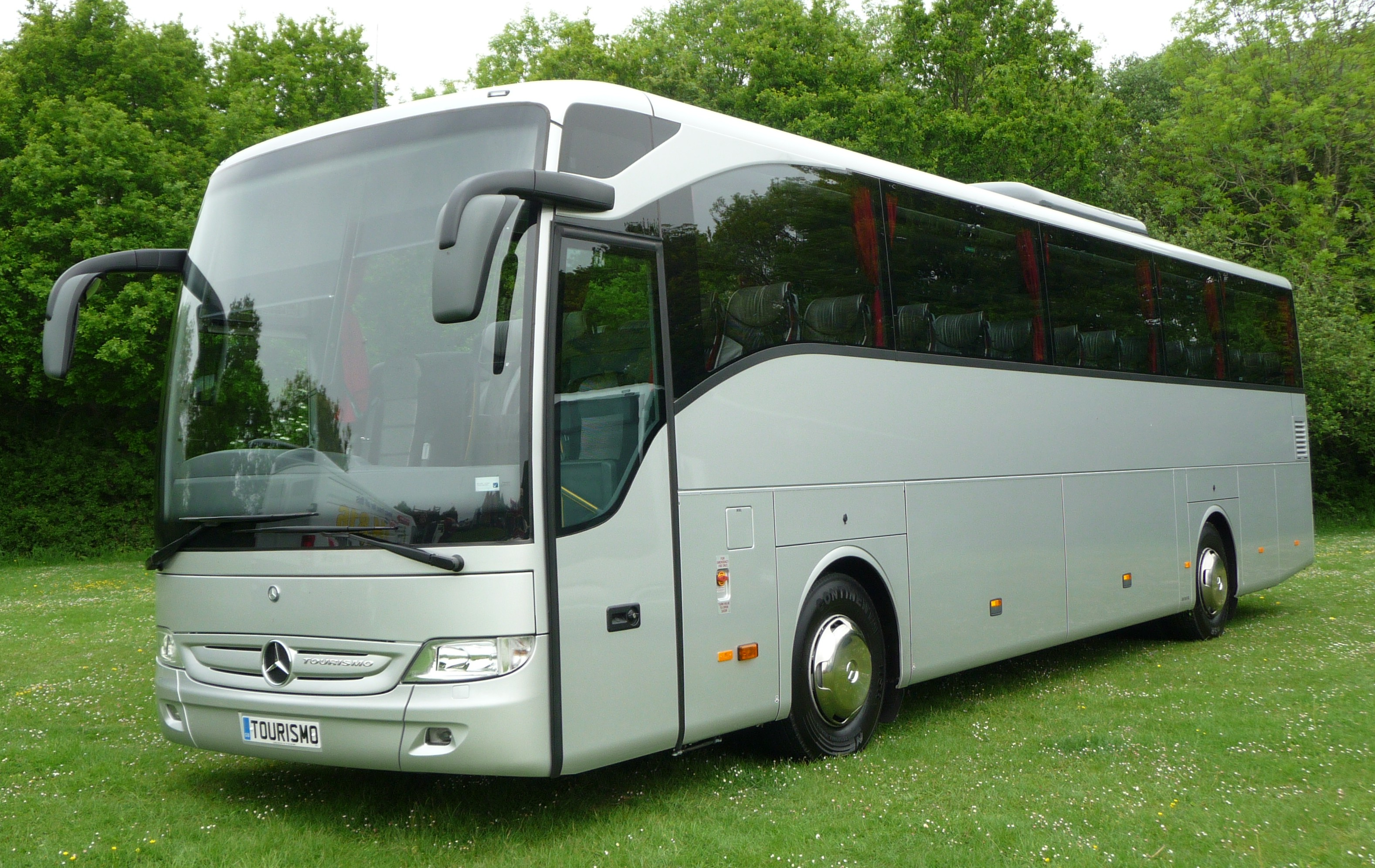
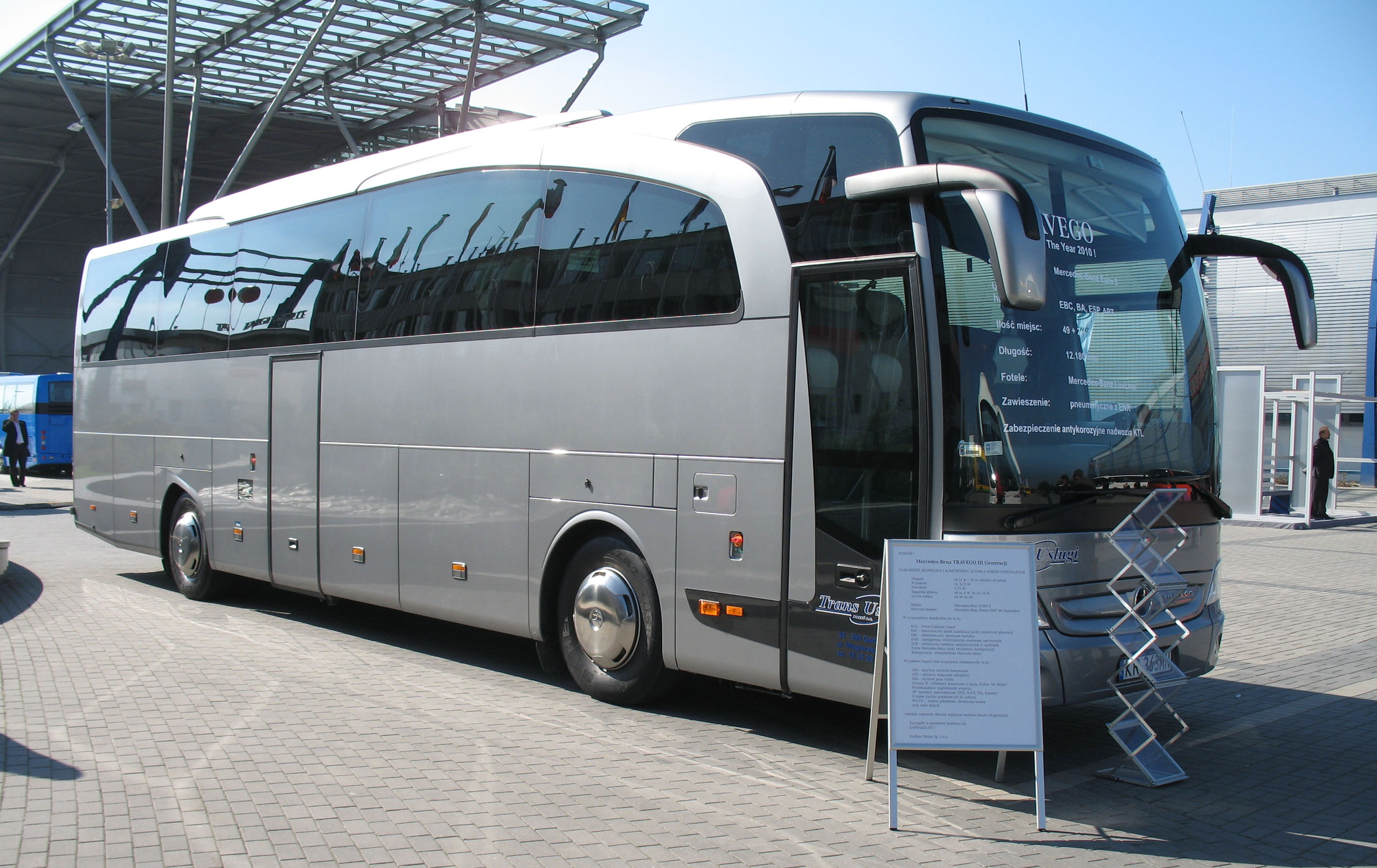